# Pegesimallus laticornis
Pegesimallus laticornis là một loài ruồi trong họ Asilidae. Pegesimallus laticornis được Loew miêu tả năm 1858.